# 펜타트론
펜타트론(Pentathlon)은 미국에서 제작된 브루스 말라무스 감독의 1994년 액션, 드라마, 스릴러 영화이다. 돌프 룬드그렌 등이 주연으로 출연하였고 마틴 E. 칸 등이 제작에 참여하였다.

## 출연

### 주연
- 돌프 룬드그렌
- 데이비드 소울

### 조연
- 레니 콜먼
- 로저 E. 모슬리
- 에번 제임스
- 데이빗 드럼몬드
- 다니엘 리오단
- 필립 브런즈
- 제럴드 홉킨스
- 에릭 홀랜드
- 브루스 맬무스
- 멜 스튜어트
- 안소니 T. 펜넬로
- 베리 린치
- 알렉스 로딘
- 제임스 파라다이스
- 선드라 웨스트
- 맷 로
- 더들리 나이트
- 케빈 화이트
- 롭 스털
- 버디 조 후커
- 칼 선드스톰
- 바비 베스
- 미셸 하렐
- 빈스 컵폰
- 에디 무이
- 안젤리나 에스트라다
- 찰스 전
- 그렉 조웅 페익
- 크리스토퍼 로건
- 라이얼 하켄슨
- 자니 마틴

## 제작진
- 공동제작: 제이슨 클락
- 미술: 제이메스 힌클
- 의상: 알렉산드라 웰커
- 배역: 릭 몽고메리
- 배역: 댄 파라다